# Вальмон де Бомар, Жак-Кристоф
Жак-Кристо́ф Вальмо́н де Бома́р (фр. Jacques-Christophe Valmont de Bomare; 17 сентября 1731 года, Руан — 24 августа 1807 года, Париж) — французский ботаник и естествоиспытатель.

## Биография
Отказавшись от звания адвоката, к которому предназначал его отец, Вальмон де Бомар приехал из родного Руана в Париж, в 19 лет, чтобы посвятить себя изучению естественных наук. Он выучился фармацевтическому искусству и два года был аптекарем; затем, как естествоиспытатель от правительства посетил Альпы, Пиренеи, Швейцарию, Италию, Германию, Англию, Швецию, Лапландию и Исландию; и в 1756 году вернулся в отечество, обогащённый сведениями и собранием редкостей, в особенности минералов, из которых составил драгоценный кабинет естественной истории, и начал преподавать эту науку. Его лекции имели чрезвычайный успех. Самые знаменитые академии избрали его в число своих членов.

## Труды
Среди изданных трудов:
- «Начертание минералогии» (Париж, 1762),
- «Всеобщий словарь естественной истории» (П., 1765), дополненный позже примечаниями Галлера, Делёза и Буржуа; был переведён почти на все европейские языки; написан более для светских людей, чем для учёных, и стал образцом сочинений подобного рода.